# Yamaha Aerox
Lo Yamaha Aerox è uno scooter della casa giapponese Yamaha con un peso che varia dai 92 ai 97 kg.
Sul mercato italiano ha preso il posto del MBK Nitro, altro nome con cui lo scooter era commercializzato, quando la casa motociclistica giapponese, proprietaria del marchio francese, ha deciso di cessarne la distribuzione.

## Descrizione
Equipaggiato con un motore a due tempi alimentato da un carburatore di 12 mm è dotato di miscelatore automatico ed omologato Euro II; l'impianto frenante, nei modelli precedenti al 2013 interamente Brembo, è composto da freni a disco con pinze tradizionali ad attacco assiale, su entrambe le ruote.
Il comfort di marcia è assicurato da una forcella con escursione di 80 mm all'anteriore e da un classico monoammortizzatore al retrotreno.
Nel 2007 è stato realizzato un modello con gli adesivi della Fiat come quelli presenti sulla Yamaha YZR-M1 di Valentino Rossi, mentre nel 2011 prende il nome di Yamaha Aerox SP55, sia per l'anno di fondazione di Yamaha Motor (1955) che per la grafica che replica quella utilizzata durante i test invernali dalla Yamaha YZF R1 SBK 2011

## Cilindrate
Questo scooter è stato prodotto in diverse cilindrate:
- 50, prodotto dal 1997 con motore a due tempi Minarelli raffreddato a liquido,
- 100, prodotto dal 1999 fino al 2001 con motore a due tempi Minarelli raffreddato ad aria.